# アメリカ化学会

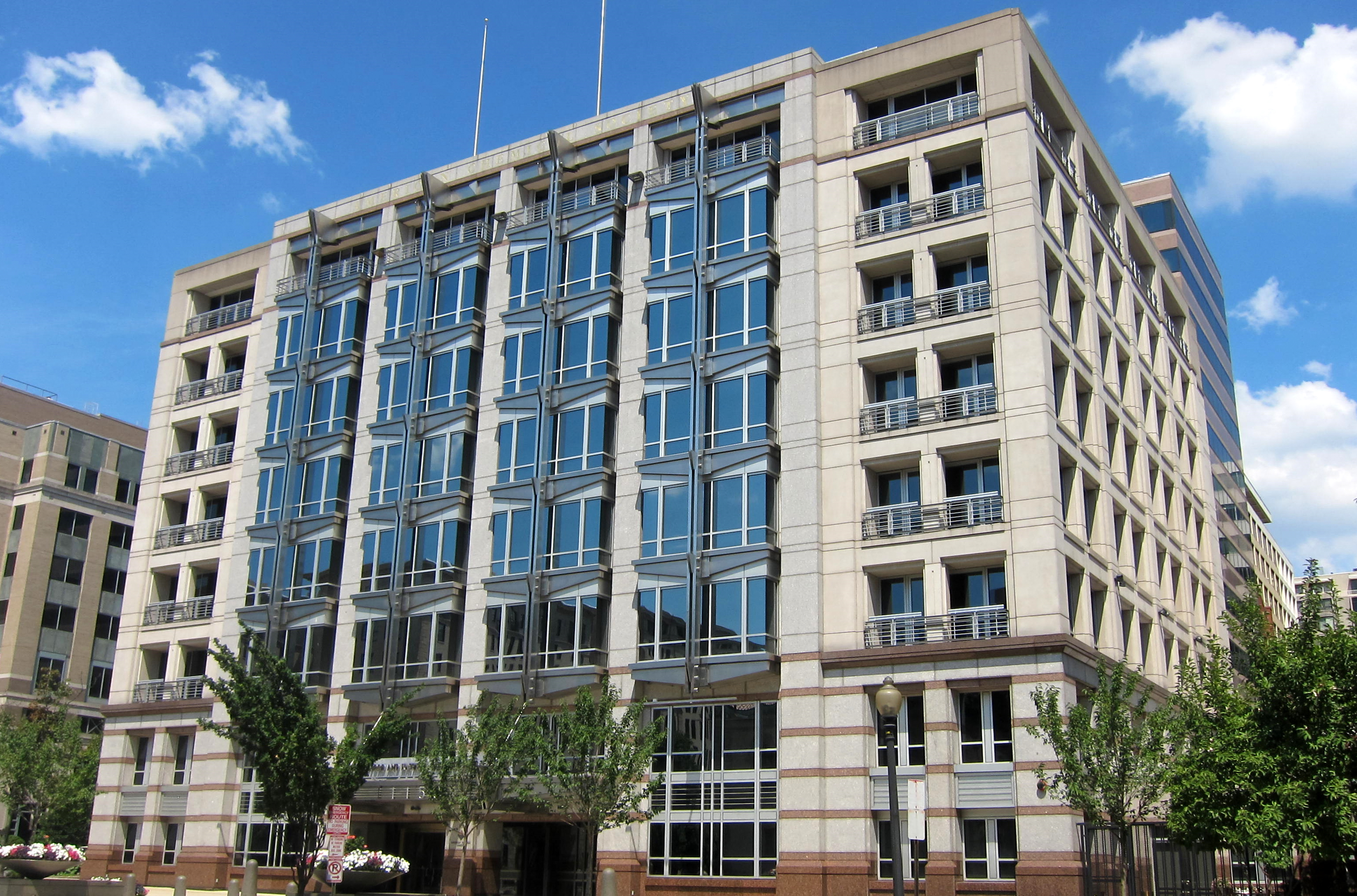
アメリカ化学会本部

アメリカ化学会（アメリカかがくかい、American Chemical Society, 略称ACS）は、米国に基盤をおく、化学分野の研究を支援する学術専門団体である。本拠地はワシントンD.C.、オハイオ州コロンバス。
ACSは1876年に設立された。現在の会員数は約163,000人と、科学系学術団体としては世界最大のものになっている。1年に2度化学の全領域についての国内会議と、数十の特別分野についての小委員会を開催している。
出版部門では、39誌の雑誌（多くが各分野のトップジャーナルとなっている）と、数シリーズの書籍を発行している。中でも最も古いのは1879年に発行を開始した米国化学会誌(Journal of the American Chemical Society, JACS)であり、これは現在発行されている全化学系雑誌の中でもトップクラスのインパクトファクターと、極めて高い権威を有する雑誌である。
また、世界で報告される約8,000種類の定期刊行物・特許・学会会議録・新刊図書データを集めた巨大なデータベースChemical Abstracts (CA)を作成しており、その中でこれまで報告されたあらゆる物質にCAS登録番号をつけている。この化学情報データベースサービス (Chemical Abstracts Service, CAS) は化学者が研究を進める上で不可欠なものであり、またACSにとっては主な収入源となっている。
ACSは国際化学オリンピック(IChO)の代表メンバー4人を選ぶコンテストである、「米国化学オリンピック(USNCO)」のスポンサーとしても活動している。

## 顕彰
ACSは、毎年、化学の研究に対する功績をたたえるために賞を授与している。
- プリーストリー賞 - ACSの最高賞。1922年創設。英国人化学者で酸素を発見し、晩年は米国に移住したジョゼフ・プリーストリーの家で1874年に開催された酸素発見100周年記念の集いがきっかけとなりACSが結成されたことにちなんでいる。
- ウィリアム・H・ニコルズ賞 - 1903年創設。
- ウィラード・ギブズ賞 - 1911年創設。
- アーヴィング・ラングミュア賞 - 1931年創設。アメリカ物理学会と共催。
- ACS純粋化学賞 - 1931年創設。
- イーライリリー生物化学賞- 1935年創設。
- アーネスト・ガンサー賞 - 1943年創設。
- レムセン賞 - 1946年創設。
- アーサー・K・ドーリットル賞 - 1955年創設。
- ロジャー・アダムス賞 - 1959年創設。
- ピーター・デバイ賞 - 1962年創設。
- ACS高分子化学賞 - 1964年創設。
- ライナス・ポーリング賞 - 1966年創設。
- アーサー・C・コープ賞 - 1973年創設。
- 歴史的化学論文大賞 - 2006年創設。

## 定期刊行物
- Accounts of Chemical Research
- ACS Catalysis (2011年から)
- ACS Chemical Biology
- AC Macro Letters (2012年から)
- ACS Medicinal Chemistry Letters
- ACS Nano
- ACS Synthetic Biology (2012年から)
- Analytical Chemistry
- Biochemistry
- Bioconjugate Chemistry
- Biomacromolecules
- Biotechnology Progress
- Chemical & Engineering News
- Chemical Research in Toxicology
- Chemical Reviews
- Chemistry of Materials
- Crystal Growth & Design
- Energy & Fuels
- Environmental Science & Technology
- Industrial & Engineering Chemistry
- Industrial & Engineering Chemistry Research
- Inorganic Chemistry
- Journal of Agricultural and Food Chemistry
- Journal of the American Chemical Society
- Journal of Chemical Education
- Journal of Chemical & Engineering Data
- Journal of Chemical Information and Modeling
- Journal of Chemical Theory and Computation
- Journal of Combinatorial Chemistry
- Journal of Medicinal Chemistry
- Journal of Natural Products
- The Journal of Organic Chemistry
- The Journal of Physical Chemistry A
- The Journal of Physical Chemistry B
- The Journal of Physical Chemistry C
- The Journal of Physical Chemistry Letters
- Journal of Proteome Research
- Langmuir
- Macromolecules
- Molecular Pharmaceutics
- Nano Letters
- Organic Letters
- Organic Process Research & Development
- Organometallics

## 会長を務めた化学者
| - ジョン・ローレンス・スミス (1877) - エドワード・モーリー (1899) - ウィリアム・マクマートリー (1900) - フランク・ウィグルスワース・クラーク (1901) - アイラ・レムセン (1902) - セオドア・リチャーズ (1914) - レオ・ベークランド (1924) - チャールズ・クラウス (1939) - トマス・ミジリー (1944) - ライナス・ポーリング (1949) - アーサー・コープ (1961) - ヘンリー・アイリング (1963) - メルヴィン・カルヴィン (1971) - マックス・ティシュラー (1972) - フレッド・バソロ (1983) - メアリー・グッド (1987) - ポール・アンダーソン (1997) |